# Flughafen Narsarsuaq

i7
i11
i13
Der Flughafen Narsarsuaq (IATA-Code: UAK, ICAO-Code: BGBW) ist ein Flughafen in Narsarsuaq im südlichen Grönland. Der ICAO-Code weist auf den früheren Namen des Militärflugplatzes Bluie West One hin.

## Lage
Der Flughafen liegt inmitten des Dorfs Narsarsuaq, das nur für den Flughafen errichtet wurde. Er liegt auf einer Höhe von 112 Fuß.

## Geschichte

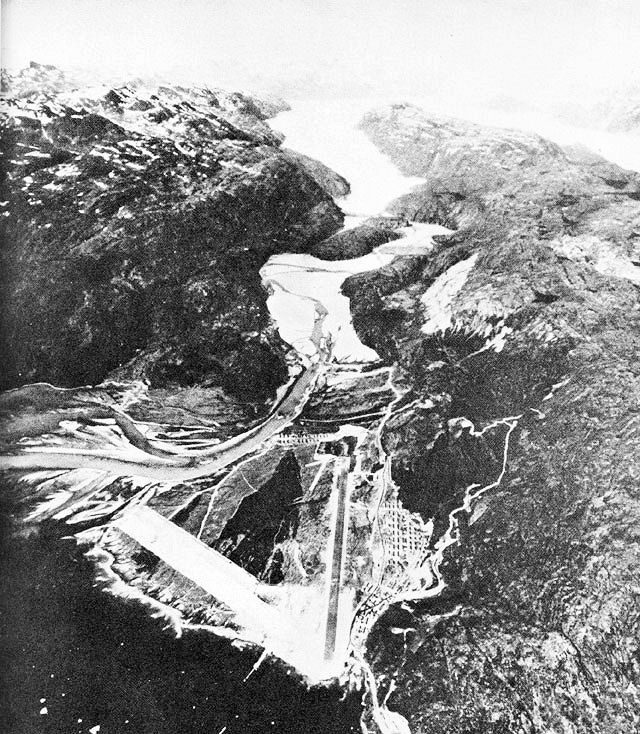
Luftaufnahme der Militärbasis (1942)

Der Flughafen stammt aus dem Zweiten Weltkrieg, weil die Vereinigten Staaten Militärbasen in Grönland errichten wollten. Die Bauarbeiten begannen am 6. Juli 1941 und im Januar 1942 landete erstmals ein Flugzeug der US Air Force auf der Militärbasis, die den Namen Bluie West One erhielt und deren Landebahn anfangs noch aus Metallplatten bestand. An diesen Namen erinnert heute noch der ICAO-Flugplatzcode BGBW. Sie wurde ein wichtiger Verkehrsknotenpunkt und eine Tankstelle für US-Flugzeuge auf dem Weg zu und von den europäischen Kriegsschauplätzen. Im auf der anderen Flussseite liegenden Kiattuut wurde eine Radiostation errichtet, die den Namen Camp Corbett erhielt. 1943 wurde ein Militärkrankenhaus mit 250 Betten in Narsarsuaq errichtet. Mit verschiedenen Angaben zufolge etwa 2000 bis 4000 Bewohnern war die Militärbasis damals der mit Abstand größte Ort Grönlands und in Spitzenzeiten lebten dort bis zu 5000 Soldaten und Angestellte mit ihren Familien.
Nach Ende des Zweiten Weltkriegs behielten die USA die Militärbasis, da Dänemark sie nicht übernehmen konnte, aber Dänemark sollte sie fortan mitverwalten. Während des Koreakrieges von 1951 bis 1954 gewann die Militärbasis wieder an Bedeutung und große Teile der Basis wurden renoviert und ausgebaut und unter anderem die Landebahn verlängert und betoniert. In dieser Zeit lebten etwa 1500 bis 2500 Menschen in Narsarsuaq.
1956 wurde beschlossen die Militärbasis zugunsten der strategisch bedeutenderen Thule Air Base im Norden Grönlands aufzugeben. Das dänische Militär konnte sie noch immer nicht übernehmen und so wurde die Basis ausgeschlachtet und am 11. November 1958 verlassen.
Nach dem Untergang der Hans Hedtoft im Januar 1959 übernahm Dänemark die verlassene Militärbasis dennoch und baute daraus eine Eiswarnzentrale. Im Laufe der 1960er Jahre wurde damit begonnen, den Flugplatz zivil zu nutzen. Ab den 1970er Jahren stieg die Bedeutung des Flughafens für den Transport in Südgrönland. Anfang der 1980er Jahre wurde ein neues Terminalgebäude am Flughafen gebaut. 1987 übernahm die grönländische Regierung den Flughafen.
Mit dem geplanten Bau des Flughafens Qaqortoq würde die Bedeutung des Flughafens Narsarsuaq als Drehkreuz Südgrönlands verschwinden, da das Flughafendorf ein zu kleines direktes Einzugsgebiet hat. Ein 2018 veröffentlichtes Gutachten schlug drei Alternativen für die Zukunft des Flughafens vor: Eine Beibehaltung der derzeitigen Infrastruktur, eine Verkürzung der Landebahn sowie eine Schließung des Flughafens, der fortan nur noch als Heliport fungieren sollte. Im März 2022 wurden die Bewohner des Ortes über die stattfindende Umwandlung in einen Hubschrauberlandeplatz nach Eröffnung des Flugbetriebs in Qaqortoq 2025 unterrichtet.

## Ausstattung
Der Flughafen verfügt über eine betonierte Landebahn (06/24) mit einer Länge von 1830 m und einer Breite von 45 m. Es gibt keine Flächenenteisungsanlagen. Es sind GPS-gestützte Nicht-Präzisionsanflüge und NDB-Anflüge verfügbar, Sichtflug ist aber ebenfalls gestattet.

## Fluggesellschaften und Ziele
Der Flughafen Narsarsuaq wird von Air Greenland bedient, die Flüge zu den Flughäfen Paamiut, Nuuk und Kangerlussuaq anbietet. Saisonal besteht zudem eine Verbindung zum Flughafen Kopenhagen. Von Narsarsuaq gibt es Hubschrauberverbindung zum Rest Südgrönlands über den Heliport Narsaq. Icelandair bietet zudem eine Verbindung zum Flughafen Reykjavík an.

## Zwischenfälle
- Am 13. Mai 1957 kollidierte eine Douglas DC-4/C-54A-1-DO der US-amerikanischen US Overseas Airlines (Luftfahrzeugkennzeichen N68736) in 5900 Fuß (1800 Meter) Höhe mit der Eiskappe Grönlands. Die Maschine war auf dem Flug von Broughton Island (Nunavut, Kanada) zum Flughafen Narsarsuaq. Als der Erste Offizier seinen Sitz mit dem Reservekapitän tauschte, sank das Flugzeug unbemerkt, schlug auf dem Frederikshaab-Gletscher auf und rutschte noch 1370 Meter weiter. Bei diesem CFIT (Controlled flight into terrain) wurden von den drei Besatzungsmitgliedern, den einzigen Insassen auf dem Frachtflug, 2 getötet. Der Erste Offizier überlebte 12 Stunden in einem Unterschlupf aus Trümmern, bis er gerettet wurde.[8]

- Am 5. August 2001 prallte eine Dassault Falcon 20C (D-CBNA) der deutschen Naske Air beim Landeanflug auf die Piste 07 in hohes Gelände links der Landebahn. Bei dem Unfall starben alle drei Insassen, das Flugzeug wurde vollständig zerstört. Ursächlich für den Absturz war die Übermüdung der Piloten sowie die Nichteinhaltung der Standardprozedur für den visuellen Anflug auf diese Piste.[9]